# Planeta terorii
Planeta terorii (în engleză Grindhouse) este un film de groază american din 2007 regizat de Robert Rodriguez și Quentin Tarantino. Este format din două filme artistice: Planeta terorii (Planet Terror) regizat de Rodriguez și Mașina morții (Death Proof) regizat de Tarantino. În rolurile principale joacă actorii Rose McGowan, Freddy Rodriguez, Michael Biehn, Jeff Fahey, Josh Brolin, Marley Shelton, Naveen Andrews, Fergie, Bruce Willis, Kurt Russell, Rosario Dawson, Tracie Thoms, Mary Elizabeth Winstead și Zoë Bell.

## Prezentare

### Planeta terorii
Într-un mic orășel din Texas, dansatoarea la bară (de go-go) Cherry Darling se hotărăște să renunțe la slujba ei prost plătită și să-și caute altceva de lucru (ea visează să devină actriță de comedie). Se întâlnește cu fostul ei prieten, misteriosul El Wray, la Bone Shack, un local al cărei proprietar este J.T. Hague, specialist în frigărui dar în căutarea unui sos special. Între timp, un grup de oficiali ai armatei, conduși de nebunul Lt. Muldoon, sunt pe cale să facă o tranzacție cu cercetătorul Abby, ei doresc să procure o cantitate mare a unui agent chimic mortal numit DC2 (nume de cod "Project Terror"). Muldoon află că Abby are o rezervă suplimentară și încearcă să-l ia ostatec. Dar Abby dă drumul intenționat la gaz în aer. Substanța toxică se răspândește în orășel, transformând locuitorii în psihopați deformați care atacă și mănâncă oamenii neinfectați. Cei infectați, numiți "sickos" de către supraviețuitori, sunt tratați la spitalul local de către Dr. William Block și de către soția sa abuzată și neglijată de acesta, Dakota. Deoarece pacienții devin din ce în ce mai agresivi, Cherry (care a pierdut un picior) și El Wray conduc o echipă de supraviețuitori care se luptă în noapte cu cei infectați.

### Mașina morții
Trei prietene – Arlene, Shanna și DJ-ul de radio "Jungle" Julia Lucai – petrec o noapte în Austin, Texas pentru a sărbători ziua de naștere a Juliei, neștiind că sunt urmărite de un misterios bărbat care conduce un Chevrolet Nova din 1971. Acesta, Cascadorul Mike, lovește intenționat mașina femeilor cu „mașina morții”, ucigându-le pe toate în accident. 14 luni mai târziu, Cascadorul Mike se află acum în Tennessee și conduce un Dodge Charger din 1969, și acesta pregătit special ca să reziste la impact. Mike urmărește un alt grup de femei – Lee, Abernathy, Kim și cascadoarea Zoë. De data aceasta, grupul de femei care lucrează la Hollywood, având un Dodge Challenger Stock  din 1970 se dovedește a fi un adversar puternic, iar Mike este omorât de acestea după ce încearcă să le ucidă.

## Actori

### Planeta terorii
- Rose McGowan este Cherry Darling- Dansatoare de GoGo. După ce piciorul lui Cherry este mâncat de către sickos, ea primește o proteză specială: o mitralieră.
- Freddy Rodriguez este El Wray- Fostul iubit al lui Cherry Darling. Cei doi se întâlnesc, luptă împreună împotriva sickos și se îndrăgostesc din nou unul de celălalt.
- Josh Brolin este Dr. William Block- Soțul Dr. Dakota Block, tatăl lui Tony Block și ginerele Șerifului Earl McGraw. Încearcă s-o ucidă pe Dakota deoarece aceasta l-a înșelat cu Tammy.
- Marley Shelton este Dr. Dakota Block- fiica Șerifului Earl McGraw, soția Dr. William Block, cu care au un fiu, pe Tony Block.
- Jeff Fahey este J.T. Hague- Patronul și bucătarul șef de la restaurantul Bone Shack, este fratele Șerifului Earl McGraw.
- Michael Biehn este Șeriful Earl McGraw- fratele lui J.T.. Îl urăște pe El Wray dar mai târziu îl place după ce El Wray îi salvează viața.
- Bruce Willis este Lt. Muldoon- Un om de știință a cărei substanță a dus la apariția sickos. El are un gaz care împiedică temporar transformarea celor infectați, gaz căutat de soldați.
- Naveen Andrews este Dr. John "Abby" Abbington- om de știință și posibil terorist. Acesta caută un antidot definitiv pe baza celor care au fost expuși la substanță dar au rezistat.
- Rebel Rodriguez este Tony Block- Fiul Dr.-lui Dakota Block și Dr. William Block.
- Michael Parks este Earl McGraw- Tatăl Dr. Dakota Block.
- Nicky Katt este Joe- cel mușcat de sickos și mai târziu se transformă într-unul dintre aceștia.
- Stacy Ferguson este Tammy Visan- Dr. Dakota Block are o aventură cu el.
- Quentin Tarantino este Lewis (Violator #1)- Cel care încearcă să le violeze pe Cherry și pe Dr. Dakota Block.
- Tom Savini este Ajutorul de Șerif Tolo- Degetul său este mușcat de sickos.

### Mașina morții
- Kurt Russell este Cascadorul Mike- Puține se cunosc despre acesta, excepție că își petrece timpul prin Texas Chili Parlor și a fost sau poate că nu a fost un cascador profesionist în diferite seriale TV din anii 60 și 70.
- Rosario Dawson este Abernathy- Ea este prietenă cu Kim, Zoe și Lee. Lucrează pentru Lindsay Lohan.
- Vanessa Ferlito este Arlene "Butterfly"- Ea este prietenă cu Jungle Julia, Shanna și Marcy; este în vizită, din New York. Cascadorul Mike a urmărit-o pe tot parcursul zilei.
- Jordan Ladd este Shanna- Ea este prietenă cu Jungle Julia, Arleane și Marcy.
- Rose McGowan este Pam- fata din bar care are nevoie s-o ducă cineva cu mașina acasă și Cascadorul Mike se oferă pentru a o duce. Ea devine prima victimă din film a „mașinii morții”
- Sydney Tamiia Poitier este "Jungle" Julia Lucai- Un DJ de radio, fiind populară în Austin, Texas. Ea a mers la școală cu Pam, unde a bruscat-o și s-a culcat de mai multe ori cu ea.
- Zoë Bell este Zoë- Prietenă cu Abernathy, Kim și Lee. Înainte ca Mike să le atace mașina ea se afla pe capotă legată cu curele de mașină în timp ce Kim conducea foarte rapid, Abernathy fiind pe scaunul din față al pasagerului.
- Tracie Thoms este Kim- Ea este prietenă cu Abernathy, Zoe, și Lee. Ea este o femeie-cascador profesionistă.
- Mary Elizabeth Winstead este Lee Montgomery- Ea este prietenă cu Abernathy, Zoe și Kim. Ea este o tânără actriță care a făcut un film ca majoretă în Tennessee.
- Quentin Tarantino este Warren- Patronul și barmanul din Texas Chili Parlor.
- Michael Parks este Earl McGraw- Șeriful care lucrează la cazul Cascadorului Mike.
- James Parks este Edgar Mcgraw- Fiul șerifului care lucrează la cazul Cascadorului Mike, de asemena lucrează și el la acest caz alături de tatăl său.
- Nicky Katt este Counter Guy- Îi vinde lui Abernathy o revistă.
- Marley Shelton este Dr. Dakota Block- Medicul Cascadorului Mike. Apare mai mult în primul film, Planeta terorii.

## Reclame fictive
Înaintea fiecărui segment apar reclame promoționale fictive la câteva filme sau la un restaurant fictiv numit Acuña Boys. Potrivit lui Rodriguez, a fost ideea lui Tarantino de a filma reclame false pentru Grindhouse. Unele dintre filme care sunt prezentate în aceste reclame fictive au fost realizate între timp: Macete în 2010, Hobo with a Shotgun în 2011. Alte filme deocamdată fictive sunt: Werewolf Women of the SS, Don't, Thanksgiving.